# Ass Like That
Ass Like That er en single fra 2005 af den amerikanske rapper Eminem, fra hans femte studiealbum, Encore, fra 2004. 

## Hitliste
| Hitliste (2005)                                  | Højeste placering |
| ------------------------------------------------ | ----------------- |
| Australien (ARIA)                                | 10                |
| Østrig (Ö3 Austria Top 40)                       | 27                |
| Belgien (Ultratop 50 Flanderen)                  | 20                |
| Belgien (Ultratop 50 Vallonien)                  | 23                |
| Danmark (Track Top-40)                           | 6                 |
| Eurochart Hot 100                                | 11                |
| Tyskland (Official German Charts)                | 31                |
| Irland (IRMA)                                    | 10                |
| Holland (Dutch Top 40)                           | 28                |
| New Zealand (RIANZ)                              | 9                 |
| Schweiz (Schweizer Hitparade)                    | 25                |
| Storbritannien Singles (Official Charts Company) | 4                 |
| U.S. Billboard Hot 100                           | 60                |
| U.S. Billboard Hot R&B/Hip-Hop Songs             | 93                |
| U.S. Billboard Pop 100                           | 37                |